# Niko Matušić
Niko Matušić (1958. – 23. siječnja 2010.) je bio hrvatski vaterpolski trener, igrač i športski djelatnik.
Igrao je za Juga krajem 1970-ih i u 1. polovini 1980-ih. Bio je dijelom sastava koji je osvojio Kup europskih prvaka 1980. godine i koja je u istom razdoblju nanizala prvenstva i kupove Jugoslavije.
Potom je otišao igrati u drugi dubrovački klub, Bellevue DTS koji je onda bio igrao u 2. ligi. 
U Bellevueu je nastavio karijeru i kao trener. S Bellevueom (kasnijim VK Dubrovnikom) se plasirao u Prvu hrvatsku ligu. 
Poslije trenerske, Matušić je bio i klupskim djelatnikom u upravi VK Dubrovnika. Obnašao je mjesto športskog direktora u vremenu kad se klub zvao Dubrovnik Pro Cro.
Nakon rada u VK Dubrovniku, trenirao je Dubrovačke veterane, s kojima je pobijedio na Svjetskim igrama u Sydneyju 2009. u kategoriji 35+. 
Bio je visokim športskim djelatnikom u Dubrovniku. Obnašao je mjesto odbornika u Izvršnom odboru Dubrovačkog saveza športova.